# Abacaria ruficeps
Abacaria ruficeps är en nattsländeart som först beskrevs av Brauer 1867.  Abacaria ruficeps ingår i släktet Abacaria och familjen ryssjenattsländor. Inga underarter finns listade i Catalogue of Life.